# Boquira (tiểu vùng)
Boquira là một tiểu vùng thuộc bang Bahia, Brasil. Tiều vùng này có diện tích 16917 km², dân số năm 2007 là 179108 người.